# (152647) Rinako
(152647) Rinako est un astéroïde de la ceinture principale.

## Description
(152647) Rinako est un astéroïde de la ceinture principale. Il fut découvert le 29 octobre 1997 à Hadano par Atsuo Asami. Il présente une orbite caractérisée par un demi-grand axe de 2,46 UA, une excentricité de 0,25 et une inclinaison de 12,3° par rapport à l'écliptique.

## Compléments